# Liste der größten Unternehmen im Vereinigten Königreich
Die Liste der größten Unternehmen im Vereinigten Königreich enthält die vom Forbes Magazine in der Liste Forbes Global 2000 veröffentlichten größten börsennotierten Unternehmen im Vereinigten Königreich.
Die Rangfolge der jährlich erscheinenden Liste der 2000 größten börsennotierten Unternehmen der Welt errechnet sich aus einer Kombination von Umsatz, Nettogewinn, Aktiva und Marktwert. Dabei wurden die Platzierungen der Unternehmen in den gleich gewichteten Kategorien zu einem Rang zusammengezählt. In der Tabelle aufgeführt sind auch der Hauptsitz, die Mitarbeiterzahl und die Branche. Die Zahlen sind in Milliarden US-Dollar angegeben und beziehen sich auf das Geschäftsjahr 2019.
| Forbes 2000 | Name                          | Hauptsitz           | Umsatz (Mrd. $) | Gewinn (Mrd. $) | Mitarbeiter | Branche                     |
| ----------- | ----------------------------- | ------------------- | --------------- | --------------- | ----------- | --------------------------- |
| 44.         | HSBC                          | London              | 67,2            | 3,8             | 235.175     | Banken                      |
| 91.         | British American Tobacco      | London              | 33,0            | 7,3             | 59.989      | Konsumgüter: Tabak          |
| 97.         | GlaxoSmithKline               | Brentford           | 44,7            | 6,8             | 99.437      | Pharma                      |
| 114.        | Rio Tinto                     | London/Melbourne    | 43,2            | 8,0             | 46.007      | Bergbau                     |
| 115.        | Lloyds Banking Group          | London              | 64,3            | 3,1             | 77.754      | Banken                      |
| 178.        | Linde Group                   | Guildford           | 28,2            | 2,3             | 79.886      | Chemie                      |
| 181.        | Barclays                      | London              | 28,8            | 2,6             | 80.800      | Banken                      |
| 192.        | Legal & General               | London              | 85,2            | 2,3             | 10.971      | Versicherungen              |
| 207.        | Royal Bank of Scotland        | Edinburgh           | 23,5            | 4,5             | 62.900      | Banken                      |
| 213.        | Aviva                         | London              | 89,5            | 3,2             | 31.181      | Versicherungen              |
| 220.        | Prudential                    | London              | 94,5            | 0,7             | 18.125      | Versicherungen              |
| 232.        | Fiat Chrysler Automobiles     | London              | 121,1           | 3,2             | 191.752     | Automobile                  |
| 237.        | AstraZeneca                   | Cambridge           | 26,2            | 1,5             | 70.600      | Pharma                      |
| 253.        | Standard Chartered Bank       | London              | 24,7            | 1,9             | 84.398      | Banken                      |
| 254.        | Tesco                         | Cheshunt            | 82,7            | 1,2             | 445.311     | Einzelhandel                |
| 262.        | National Grid                 | London              | 19,0            | 1,9             | 22.576      | Versorger                   |
| 273.        | Diageo                        | London              | 16,8            | 3,9             | 28.150      | Konsumgüter: Getränke       |
| 274.        | Anglo American                | London              | 29,9            | 3,5             | 69.000      | Bergbau                     |
| 314.        | BT Group                      | London              | 29,6            | 2,8             | 106.700     | Telekommunikation           |
| 336.        | LyondellBasell Industries     | London              | 34,7            | 3,4             | 19.100      | Chemie                      |
| 357.        | BP                            | London              | 271,6           | −3,3            | 70.100      | Öl & Gas                    |
| 389.        | BAE Systems                   | London              | 23,4            | 1,9             | 79.000      | Luft- und Raumfahrt         |
| 425.        | Imperial Brands               | Bristol             | 20,5            | 1,3             | 32.300      | Konsumgüter: Tabak          |
| 465.        | Vodafone Group                | Newbury             | 49,4            | −2,5            | 111.684     | Telekommunikation           |
| 505.        | Compass Group                 | Chertsey            | 31,7            | 1,4             | 250.000     | Konsumgüter: Nahrungsmittel |
| 518.        | M&G                           | London              | 41,7            | 1,4             | 1.300       | Finanzdienstleister         |
| 528.        | CNH Industrial                | London              | 28,1            | 1,4             | 63.499      | Fahrzeugbau                 |
| 559.        | RELX Group                    | London/Amsterdam    | 10,0            | 1,9             | 33.200      | Medien                      |
| 574.        | Willis Towers Watson          | London              | 9,2             | 1,1             | 46.600      | Versicherungen              |
| 591.        | Associated British Foods      | London              | 20,3            | 0,9             | 138.000     | Konsumgüter: Nahrungsmittel |
| 610.        | Coca-Cola European Partners   | Uxbridge            | 13,4            | 1,2             | 25.765      | Konsumgüter: Getränke       |
| 624.        | International Airlines Group  | London              | 28,6            | 1,9             | 64.642      | Fluggesellschaften          |
| 636.        | SSE                           | Perth               | 9,0             | 1,6             | 12.111      | Versorger                   |
| 650.        | Reckitt Benckiser             | Slough              | 16,4            | −4,7            | 37.756      | Konsumgüter                 |
| 665.        | WPP Group                     | London              | 16,9            | 0,7             | 134.281     | Medien                      |
| 670.        | London Stock Exchange         | London              | 3,0             | 0,5             | 4.965       | Börsen                      |
| 712.        | Ferguson                      | Wokingham           | 22,1            | 1,0             | 35.575      | Großhandel                  |
| 826.        | Phoenix Group Holdings        | Saint Helier        | 37,1            | 0,08            | 1.249       | Versicherungen              |
| 880.        | Liberty Global                | London              | 11,5            | −0,8            | 20.200      | Medien                      |
| 889.        | St. James’s Place             | Cirencester         | 21,1            | 0,2             | 2.014       | Finanzdienstleister         |
| 920.        | Rolls-Royce                   | London              | 21,2            | −1,7            | 49.900      | Luft- und Raumfahrt         |
| 985.        | IHS Markit                    | London              | 4,4             | 0,9             | 15.500      | Dienstleistungen            |
| 992.        | Amcor                         | Bristol             | 11,1            | 0,4             | 50.000      | Verpackungsmittel           |
| 1058.       | J Sainsbury                   | London              | 37,0            | 0,2             | 160.500     | Einzelhandel                |
| 1065.       | Ashtead Group                 | London              | 6,4             | 1,0             | 17.803      | Dienstleistungen            |
| 1104.       | Mylan                         | Hatfield            | 11,5            | 0,02            | 35.000      | Pharmazie                   |
| 1107.       | Investec Bank                 | London/Johannesburg | 5,8             | 0,6             | 10.573      | Banken                      |
| 1188.       | Schroders                     | London              | 3,3             | 0,6             | 5.673       | Finanzdienstleister         |
| 1189.       | Mondi                         | Surrey              | 8,1             | 0,9             | 25.869      | Papierindustrie             |
| 1191.       | Quilter                       | London              | 10,0            | 0,05            | 4.836       | Finanzdienstleister         |
| 1196.       | Centrica                      | Windsor             | 28,9            | −1,3            | 26.758      | Öl & Gas                    |
| 1232.       | Segro                         | Slough              | 0,6             | 1,1             | 293         | Immobilien                  |
| 1270.       | Wm Morrison Supermarkets      | Bradford            | 22,4            | 0,4             | 105.487     | Einzelhandel                |
| 1287.       | 3i Group                      | London              | 0,5             | 1,6             | 287         | Finanzdienstleister         |
| 1289.       | Melrose Industries            | London              | 14,0            | −0,05           | 55.621      | Finanzdienstleister         |
| 1323.       | Smith & Nephew                | London              | 5,1             | 0,6             | 17.637      | Medizintechnik              |
| 1420.       | RSA Insurance Group           | London              | 8,8             | 0,4             | 12.378      | Versicherungen              |
| 1422.       | Bunzl                         | London              | 11,9            | 0,4             | 19.000      | Dienstleistungen            |
| 1456.       | Persimmon plc                 | Fulford             | 4,7             | 1,1             | 5.285       | Bauhauptgewerbe             |
| 1467.       | Barratt Developments          | Newcastle upon Tyne | 6,2             | 1,0             | 6.504       | Bauhauptgewerbe             |
| 1525.       | TechnipFMC                    | London              | 13,7            | −5,7            | 37.000      | Öl & Gas                    |
| 1557.       | Antofagasta plc               | London              | 5,0             | 0,5             | 25.123      | Bergbau                     |
| 1561.       | Johnson Matthey               | London              | 13,3            | 0,5             | 14.795      | Chemie                      |
| 1564.       | Next Group                    | Leicester           | 5,4             | 0,8             | 28.545      | Einzelhandel                |
| 1599.       | Atlassian                     | London              | 1,4             | −0,2            | 3.616       | Software                    |
| 1606.       | Virgin Money                  | Newcastle-upon-Tyne | 3,4             | −0,3            | 9.667       | Banken                      |
| 1642.       | Kingfisher                    | London              | 14,9            | 0,2             | 77.300      | Einzelhandel                |
| 1659.       | Taylor Wimpey                 | High Wycombe        | 5,5             | 0,8             | 6.122       | Bauhauptgewerbe             |
| 1674.       | Royal Mail                    | London              | 13,8            | 0,4             | 162.117     | Post                        |
| 1717.       | TP ICAP                       | London              | 2,4             | 0,09            | 5.128       | Finanzdienstleister         |
| 1764.       | Inchcape plc                  | London              | 12,0            | 0,4             | 17.412      | Automobilhandel             |
| 1829.       | Admiral Group                 | London              | 1,8             | 0,6             | 11.246      | Versicherungen              |
| 1876.       | United Utilities              | Warrington          | 2,3             | 0,4             | 5.435       | Versorger                   |
| 1922.       | Berkeley Group Holdings       | Cobham              | 2,8             | 0,7             | 2.664       | Immobilien                  |
| 1944.       | Marks & Spencer               | London              | 13,1            | 0,07            | 78.743      | Einzelhandel                |
| 1985.       | Dixons Carphone               | London              | 13,0            | 0,1             | 42.185      | Einzelhandel                |
| 1987.       | Just Group                    | Reigate             | 4,9             | 0,4             | 1.019       | Versicherungen              |
|             | Old Mutual                    | London              | 22,09           | 0,8             | 68.527      | Versicherungen              |
|             | Aon plc                       | London              | 11,62           | 1,4             | 69.000      | Versicherungen              |
|             | Sky Limited                   | Middlesex           | 17,08           | 0,8             | 31.086      | Medien                      |
|             | Standard Life                 | Edinburgh           | 25,20           | 0,5             | 6.302       | Versicherungen              |
|             | Aptiv                         | Gillingham          | 16,66           | 1,2             | 166.000     | Automobilzulieferer         |
|             | Land Securities               | London              | 1,40            | 0,8             | 609         | Finanzdienstleister         |
|             | Pentair                       | London              | 5,71            | 0,5             | 26.000      | Mischkonzern                |
|             | GKN                           | Redditch            | 11,90           | 0,3             | 58.337      | Automobilzulieferer         |
|             | Vedanta Resources             | London              | 9,90            | −1,5            | 25.535      | Bergbau                     |
|             | British Land                  | London              | 0,85            | 0,5             | 589         | Finanzdienstleister         |
|             | ITV                           | London              | 4,13            | 0,6             | 6.121       | Medien                      |
|             | Whitbread                     | Dunstable           | 4,37            | 0,6             | 50.000      | Gastgewerbe                 |
|             | ICAP                          | London              | 0,69            | 0,1             | 4.271       | Finanzdienstleister         |
|             | Ensco International           | London              | 2,78            | 0,9             | 4.900       | Öl & Gas                    |
|             | EasyJet                       | Luton               | 6,63            | 0,6             | 10.774      | Luftfahrt                   |
|             | Smiths Group                  | London              | 4,26            | 0,6             | 22.000      | Mischkonzerne               |
|             | Michael Kors Holdings         | London              | 4,63            | 0,8             | 12.689      | Modekonzern                 |
|             | Cybg                          | Leeds               | 1,81            | −0,3            | 7.673       | Banken                      |
|             | Severn Trent                  | Coventry            | 2,55            | 0,5             | 7.358       | Versorger                   |
|             | InterContinental Hotels Group | Denham              | 1,72            | 0,4             | 6.587       | Gastgewerbe                 |
|             | G4S                           | London              | 10,24           | 0,3             | 592.897     | Dienstleistungen            |
|             | Burberry Group                | London              | 3,65            | 0,4             | 10.613      | Modekonzern                 |
|             | Babcock International Group   | London              | 6,09            | 0,4             | 35.050      | Mischkonzern                |
|             | Thomas Cook Group             | London              | 11,09           | 0,1             | 21.940      | Tourismus                   |
|             | Pearson                       | London              | 6,14            | −3,2            | 32.719      | Medien                      |
|             | SABMiller                     | London              |                 |                 |             | Konsumgüter: Getränke       |
|             | Eurasian Natural Resources    | London              |                 |                 |             | Bergbau                     |
|             | Essar Energy                  | London              |                 |                 |             | Öl & Gas                    |
|             | KAZ Minerals                  | London              |                 |                 |             | Bergbau                     |
|             | Petrofac                      | London              |                 |                 |             | Öl & Gas                    |
|             | Hammerson                     | London              |                 |                 |             | Finanzdienstleister         |
|             | Intu Properties               | London              |                 |                 |             | Immobilien                  |
|             | Balfour Beatty                | London              |                 |                 |             | Bauhauptgewerbe             |
|             | Capita Group                  | London              |                 |                 |             | Dienstleistungen            |
|             | Tullow Oil                    | London              |                 |                 |             | Öl & Gas                    |
|             | Home Retail Group             | Milton Keynes       |                 |                 |             | Einzelhandel                |
|             | Amec Foster Wheeler           | London              |                 |                 |             | Bauhauptgewerbe             |
|             | Man Group                     | London              |                 |                 |             | Finanzdienstleister         |
|             | FirstGroup                    | Aberdeen            |                 |                 |             | Logistik                    |
|             | Serco                         | London              |                 |                 |             | Dienstleistungen            |
|             | Subsea 7                      | London              |                 |                 |             | Bauhauptgewerbe             |
|             | ARM Limited                   | Cambridge           |                 |                 |             | Halbleiterindustrie         |
|             | Aggreko                       | Glasgow             |                 |                 |             | Versorger                   |
|             | Sage Group                    | Newcastle upon Tyne |                 |                 |             | Software                    |
|             | BHP Group                     | London/Melbourne    |                 |                 |             | Bergbau                     |
|             | Unilever                      | London/Rotterdam    |                 |                 |             | Konsumgüter: Nahrungsmittel |
|             | Carnival Corporation & plc    | London/Panama-Stadt |                 |                 |             | Reedereien                  |
|             | Cadbury plc                   | London              |                 |                 |             | Konsumgüter: Getränke       |
|             | Friends Provident             | London              |                 |                 |             | Versicherungen              |
|             | Alliance & Leicester          | Narborough          |                 |                 |             | Banken                      |
|             | International Power           | London              |                 |                 |             | Versorger                   |
|             | Brambles                      | London/Sydney       |                 |                 |             | Dienstleistungen            |
|             | Heineken UK                   | Edinburgh           |                 |                 |             | Konsumgüter: Getränke       |
|             | Bradford & Bingley            | Bingley             |                 |                 |             | Banken                      |
|             | Tate & Lyle                   | London              |                 |                 |             | Konsumgüter: Nahrungsmittel |
|             | Punch Taverns                 | Burton-upon-Trent   |                 |                 |             | Restaurants                 |
|             | Yell Group                    | Reading             |                 |                 |             | Medien                      |
|             | Enterprise Inns               | Solihull            |                 |                 |             | Restaurants                 |
|             | Rentokil Initial              | London              |                 |                 |             | Dienstleistungen            |
|             | Travis Perkins                | Northampton         |                 |                 |             | Einzelhandel                |
|             | Carphone Warehouse            | London              |                 |                 |             | Einzelhandel                |

## Größte Privatunternehmen
Fast Track 100-Liste der Sunday Times:
| Rang | Logo | Name                     | Umsatz in Mio. Pfund Sterling | Anzahl Angestellte | Besitzer                                                         | Branche                     |
| ---- | ---- | ------------------------ | ----------------------------- | ------------------ | ---------------------------------------------------------------- | --------------------------- |
| 1    |      | Alliance Boots           | 56.563                        | 76.669             | Walgreens (45 %), KKR, Stefano Pessina                           | Pharmahandel                |
| 2    |      | Ineos                    | 20.226                        | 11.332             | Jim Ratcliffe (75 %)                                             | Chemie                      |
| 3    |      | Greenergy                | 15.685                        | 518                | Tesco Pensionsfonds (35 %), Familie Owens (32 %), Caradog (24 %) | Tankstellen                 |
| 4    |      | John Lewis Partnership   | 9.028                         | 86.600             | Angestellte (100 %)                                              | Einzelhandel                |
| 5    |      | Swire Group              | 6.253                         | 82.752             | Familie Swire (67 %)                                             | Mischkonzern                |
| 6    |      | Stemcor                  | 5.112                         | 2.009              | Familie Oppenheimer (71 %)                                       | Stahlhandel                 |
| 7    |      | Palmer and Harvey        | 4.233                         | 3.542              | Management und Angestellte (74 %)                                | Einzelhandel                |
| 8    |      | Worldpay                 | 3.394                         | 4.142              | Advent International (43 %), Bain Capital (43 %)                 | Zahlungsdienstleistungen    |
| 9    |      | Laing O’Rourke           | 3.228                         | 15.351             | Ray und Des O’Rourke                                             | Bau                         |
| 10   |      | European Metal Recycling | 3.184                         | 2.379              | Familie Sheppard (100 %)                                         | Recycling                   |
| 11   |      | Brakes Group             | 3.020                         | 10.093             | Bain Capital, Management                                         | Großhandel                  |
| 12   |      | Virgin Atlantic Airways  | 2.975                         | 9.522              | Virgin Group (51 %), Delta Air Lines (49 %)                      | Fluggesellschaft            |
| 13   |      | Arnold Clark Automobiles | 2.919                         | 8.930              | Familie Clark (100 %)                                            | Autohandel                  |
| 14   |      | 2 Sisters Food Group     | 2.885                         | 22.987             | Bajlinder und Ranjit Boparan (100 %)                             | Konsumgüter: Nahrungsmittel |
| 15   |      | Arcadia Group            | 2.736                         | 42.734             | Familie Tina Green, Lloyds Banking Group                         | Einzelhandel                |
| 16   |      | Iceland Foods            | 2.711                         | 14.404             | Brait SE (57 %), Malcom Walker u. leitende Manager (zus. 43 %)   | Einzelhandel                |
| 17   |      | Joseph Cyril Bamford     | 2.680                         | 8.547              | Familie Bamford (100 %)                                          | Maschinenbau                |
| 18   |      | Bestway                  | 2.518                         | 5.645              | Familie Anwar Pervez (70 %)                                      | Großhandel                  |
| 19   |      | Rigby Group              | 2.202                         | 4.904              | Familie Peter Rigby (100 %)                                      | Mischkonzern                |
| 20   |      | TI Automotive            | 2.136                         | 20.010             | Investoren                                                       | Autozulieferer              |